# 前147年
| 千纪： | 前1千纪 |
| 世纪： | 前3世纪 \| 前2世纪 \| 前1世纪                                                                                         |
| 年代： | 前170年代 \| 前160年代 \| 前150年代 \| 前140年代 \| 前130年代 \| 前120年代 \| 前110年代                               |
| 年份： | 前152年 \| 前151年 \| 前150年 \| 前149年 \| 前148年 \| 前147年 \| 前146年 \| 前145年 \| 前144年 \| 前143年 \| 前142年 |
| 纪年： | 西汉汉景帝中元三年 |

## 大事记
- 小西庇阿成為迦太基圍城戰的指揮官
- 德米特里二世返回叙利亚
- 約拿單·亞腓斯征服雅法
- 馬其頓王國成為羅馬帝國的一部分

## 逝世
- 孝景皇后薄氏，被廢的漢景帝元配皇后。